# Aleksandr Iwanow (sztangista)
Aleksandr Konstantinowicz Iwanow (ros. Александр Константинович Иванов; ur. 22 lipca 1989 w Rustawi) – rosyjski sztangista, dwukrotny mistrz świata.
W 2012 roku zdobył srebrny medal podczas igrzysk olimpijskich w Londynie. W 2016 roku Iwanow został zdyskwalifikowany, a jego wynik anulowany po wykryciu w jego organizmie dopingu.
Ponadto zdobył złote medale w kategorii do 94 kilogramów na mistrzostwach świata w Antalyi w 2010 roku i mistrzostwach świata we Wrocławiu trzy lata później. Podczas letniej Uniwersjady 2013 w Kazaniu zdobył złoty medal.

## Osiągnięcia
| Rok  | Zawody               | Miasto  | Miejsce | Kategoria | Wynik  |
| ---- | -------------------- | ------- | ------- | --------- | ------ |
| 2010 | Mistrzostwa świata   | Antalya | 1       | 94 kg     | 401 kg |
| 2012 | Igrzyska olimpijskie | Londyn  | 2       | 94 kg     | 409 kg |
| 2013 | Mistrzostwa świata   | Wrocław | 1       | 94 kg     | 402 kg |